# Протесты в Баку (2019)
Протесты в Баку 2019 года представляли собой серию мирных митингов, прошедших 8 и 19 октября в столице Азербайджана Баку. Протесты были организованы Национальным советом демократических сил (НСДС) и альянсом оппозиционных партий. На них выдвигались требования по освобождению политических заключённых и проведению свободных и справедливых выборов. Также высказывались возмущения по поводу роста безработицы и экономического неравенства. Среди задержанных 19 октября был и лидер партии «Народный фронт Азербайджана» Али Керимли.

## Предыстория
Хотя Конституция Азербайджанской Республики разрешает мирные собрания после предварительного уведомления о них соответствующему государственному органу, на практике азербайджанские власти требуют, чтобы такие собрания имели разрешения местных муниципалитетов.

## Протесты
8 октября Национальный совет демократических сил организовал акцию протеста в поддержку свободы собраний. Её участники собрались перед зданием зданием Исполнительной власти города Баку, протестуя против решения городских властей отказать в разрешении на проведение митинга на стадионе «Махсуль» в центре Баку. Вместо этого протестующим была предложена площадь в Локбатане, примерно в 20 км от Баку. Около 50 демонстрантов были допущены к месту проведения акции протеста, в то время как ещё несколько десятков человек, которым было запрещено присоединиться к ней, попытались прорваться через полицейский кордон. Их разогнали, а некоторых задержали. СМИ также не были допущены к освещению этого события. По данным полиции, 17 протестующих получили выговор за нарушение «Закона о массовых демонстрациях», а на ещё четверых были составлены административные протоколы по той же статье.
Перед акцией протеста 19 октября полиция оцепила несколько улиц в центре Баку, работа трёх станций метро (28 мая, Джафар Джаббарлы и Шах Исмаил Хатаи) была приостановлена, а доступ в интернет ограничен. Бакинское полицейское управление объявило акцию протеста 19 октября «незаконной», на неё были брошены сотни сотрудников подразделения оперативной полиции. В тот же день Али Керимли был арестован вскоре после того, как он присоедился к протесту в центре Баку. Его отпустили поздно вечером. По данным полиции, было задержано 60 протестующих, из них 42 были отпущены с «предупреждением».

## Реакции
В заявлении от 19 октября Европейский союз призвал «власти освободить мирных демонстрантов, остающихся в заключении», отметив, что «свобода собраний является основополагающим правом человека», и что организация ожидает, что «Азербайджан обеспечит её полное осуществление в соответствии с международными обязательствами страны». Член Европарламента Кати Пири заявила, что «насилие сопровождалось государственной клеветнической кампанией против оппозиции и активистов гражданского общества, в том числе беспрецедентным нападением на дипломатов ЕС, выполнявших свои профессиональные задачи». Другой член Европейского парламента Тонино Пицула призвал Федерику Могерини и Европейскую комиссию «приостановить дальнейшие переговоры по новому соглашению между ЕС и Азербайджаном до тех пор, пока азербайджанское правительство не возьмёт на себя целиком обязательство уважать основные права человека».
Посольство США в Баку призвало «правительство достоверно расследовать сообщения о насилии со стороны полиции, привлечь к ответственности виновных и оперативно освободить тех, кто остаётся под стражей». Его представители также отметили, что «свобода собраний и свобода слова являются универсальными правами человека, гарантированными Конституцией Азербайджана».
Бывший посол Азербайджана в Бенилюксе Ариф Мамедов жёстко раскритиковал азербайджанские власти за жестокое подавление протеста 19 октября.
«Human Rights Watch» подвергла критике власти Азербайджана за отказ разрешить проведение мирного собрания оппозиции.